# Méndez Álvaro (station)
Méndez Álvaro is een metrostation in het stadsdeel Arganzuela van de Spaanse hoofdstad Madrid. Het station werd geopend op 11 oktober 1979 en wordt bediend door lijn 6 van de metro van Madrid.
Het metrostation en de laan in de buurt zijn genoemd naar Francisco Méndez Álvaro, burgemeester van Madrid in de 19e eeuw.